# Simetierre (roman)
Pour les articles homonymes, voir Simetierre.
Simetierre (titre original : Pet Sematary) est un roman d'horreur écrit par Stephen King et publié le 14 novembre1983.

## Résumé
Jeune médecin de Chicago, Louis Creed, son épouse Rachel, sa fille Ellie et son fils Gage emménagent à Ludlow, petite bourgade du Maine. En poste à l'université locale, Louis fait également la connaissance de Judson Crandall, son voisin octogénaire qui deviendra son meilleur ami. Au cours d'une promenade, Judson fait découvrir à la famille Creed le « Simetierre », un cimetière d'animaux où des générations d'enfants ont enterré leur animal de compagnie préféré.
Dans les premiers temps, tout se passe bien pour les Creed même si Louis nourrit en secret un mauvais pressentiment à la suite de la mort accidentelle d'un étudiant, lors de son tout premier jour de travail. Cet événement plonge Louis dans un malaise d'autant plus important que la nuit venue, cet étudiant lui apparaît en rêve et le conduit jusqu'au cimetière des animaux où il lui adresse une sorte de mise en garde sur ce qui se trouve au-delà. Un jour, alors que l'épouse et les enfants de Louis sont en vacances, Church, le chat de la famille, se fait écraser sur la route. Jud Crandall emmène alors Louis au-delà du cimetière des animaux, au bout d'un sentier forestier à l'accès dangereux, et demande à Louis d'enterrer le cadavre du chat, qu'il avait emporté, dans un ancien cimetière indien au sommet d'un tertre rocheux.
Le lendemain, le chat fait brusquement irruption dans la salle de bains de Louis. Effrayé, Louis prend le chat dans ses bras mais ressent une impression de dégoût au contact de l'animal, qui semble avoir changé. Lorsque sa famille rentre à Ludlow, Louis donne parfaitement le change mais quand sa petite fille prend le chat dans ses bras, il constate qu'elle aussi le rejette avec dégoût, et ne veut plus le toucher.
Alors qu'il fait part à Jud de ce qu'il a ressenti à propos du chat, celui-ci lui raconte sa propre histoire. Lorsqu'il était enfant, son chien avait été blessé dans un accident, et son père avait été obligé de l'abattre. Jud, inconsolable, avait alors été emmené au fameux cimetière indien, avec la promesse que son chien reviendrait mais serait un peu « changé », promesse qui se réalise. Au fil du récit de Jud, Louis apprend que d'autres animaux sont ainsi revenus à la vie, certains, devenus méchants, ayant dû être à nouveau abattus par leur propriétaire. Jud conclut son récit en mettant Louis en garde sur le pouvoir quasi magnétique qu'exerce le cimetière indien sur ceux qui l'ont visité.
Quelque temps plus tard, un drame terrible frappe les Creed : l'enfant de Louis, Gage, meurt écrasé par un camion. L'enterrement se passe sous les pleurs de la mère, Rachel. Après avoir éloigné sa famille en état de choc chez ses beaux-parents, Louis demande à Jud si un humain avait déjà été enterré au cimetière indien. Le vieil homme lui raconte alors qu'un jeune homme de Ludlow qui était mort au combat durant la Seconde Guerre mondiale avait été ressuscité de la sorte mais avait dû être abattu par son père car il était devenu malfaisant. Il avertit Louis de ne surtout pas faire la folie d'y enterrer son fils car le pouvoir du cimetière indien est maléfique.
Louis se rend cependant jusqu'au cimetière où est enterré son fils et profane sa sépulture pour l'emmener avec lui et l'enterrer au cimetière indien. La femme de Louis, inquiète de l'état de santé de son mari et alertée par le retour de son fils qui était censé être mort, décide de revenir à Ludlow. Gage, ressuscité et comme possédé par un esprit démoniaque, assassine Jud et sa mère. En trouvant le corps de Rachel, Louis sombre dans la folie, tue Gage, met le feu à la maison des Crandall et enterre le cadavre de sa femme dans le cimetière indien, persuadé qu'il a attendu trop longtemps avec Gage. Le lendemain, Rachel revient et retrouve son mari dans la maison.

## Genèse du roman
En 1978, Stephen King a accepté d'enseigner pendant un an à l'Université du Maine et s'est installé à Orrington. C'est là que le chat de la famille, Smucky, s'est fait écraser sur la route toute proche et il a été enterré dans un cimetière pour animaux créé par des enfants. King s'est ensuite demandé ce qui se passerait si Smucky revenait à la vie puis a développé cette idée en l'adaptant avec un enfant. Après avoir écrit le premier jet du roman, King l'a jugé trop sinistre et a décidé de ne pas le faire publier. Mais il devait encore un livre à Doubleday, son ancien éditeur, et le roman a donc fini par être édité.
Dans ce livre, King s'inspire aussi bien des légendes des Indiens Micmacs et du Wendigo que de la Bible et du roman Frankenstein ou le Prométhée moderne. Le roman a également été comparé à la nouvelle La Patte de singe.

## Accueil et distinctions
Le roman est resté 32 semaines, dont treize semaines à la première place, sur la New York Times Best Seller list, y apparaissant le 6 novembre 1983. Le Publishers Weekly le classe à la troisième place des meilleures ventes de romans aux États-Unis en 1983.
Simetierre a été nommé au prix Locus du meilleur roman de fantasy en 1984, terminant à la septième place, ainsi qu'au prix World Fantasy du meilleur roman.

## Liens avec d'autres œuvres de Stephen King
- Alors qu'ils discutent autour d'une bière, Jud raconte à Louis qu'il y a eu plusieurs cas de rage dans le Maine dernièrement, dont celui d'un gros saint-bernard qui aurait tué plusieurs personnes. Il s'agit sans aucun doute de Cujo, le saint-bernard du roman homonyme.
- Dans le roman Insomnie, Ralph découvre dans le repaire d'Atropos, une chaussure de Gage parmi les objets ayant appartenu à d'autres personnes décédées de morts violentes.
- À la fin de la deuxième partie du roman, Rachel passe en voiture devant un panneau routier indiquant la ville de Jerusalem's Lot, en référence au roman Salem publié en 1975.

## Adaptations
Le roman a été adapté au cinéma sous le nom de Simetierre par Mary Lambert en 1989. Scénarisé par Stephen King, le film est d'abord prévu avec George Romero comme réalisateur mais celui-ci renonce car le projet met plusieurs années à se concrétiser. Le succès du film pousse les producteurs à mettre en chantier une suite, Simetierre 2, qui est un échec aussi bien commercial que critique.
Une seconde adaptation, en projet depuis 2010, est repoussée plusieurs fois avant d'être tournée en 2018. Le film Simetierre, de Kevin Kölsch et Dennis Widmyer, est sorti en 2019, soit 30 ans après le premier film. Une préquelle, intitulée Simetierre : Aux origines du mal, est sortie en 2023.